# ماريون تورنو-برانلي
ماريون تورنو-برانلي (بالفرنسية: Marion Tournon-Branly) (و. 1924 – 2016 م) هي مهندسة معمارية من فرنسا . ولدت في باريس .
توفيت في باريس .

## التعليم
تعلمت في المدرسة الوطنية للفنون الجميلة

## جوائز
حصلت على جوائز منها:
- فارس وسام الاستحقاق الوطني
- فارس وسام الفنون والآداب.